# 千葉鞍
千葉鞍（日语：／ Chiba Sadoru，8月13日—），日本漫畫家、插畫家。出身於福岡縣。

## 作品列表

### 漫畫
連載作品
- 學園孤島（原作：海法紀光，《Manga Time Kirara Forward》）
  - 學園孤島 ～訊息～（原作：海法紀光，《Manga Time Kirara Forward》）
- 偶像大師 灰姑娘女孩 合奏曲！（原作：萬代南夢宮遊戲，《YOUNG GANGAN》）

### 插畫
系列作品
- （著：川崎康宏，〈GA文庫〉，全2冊）
- （著：穗村元，〈MF文庫J〉，全4冊）
- （〈角川Sneaker文庫〉，全2冊）
- （著：餅月望，〈Super Dash文庫〉，全2冊）
- 〈日日日×千葉鞍〉系列（著：日日日，〈講談社BOX〉，已出版4冊）
  - 平安殘酷物語（日语：平安残酷物語）

其它
- （〈GANGAN Novels（日语：ガンガンノベルズ）〉）
- （〈Fami通文庫〉）
- （著：大澤誠，〈Super Dash文庫〉）

### 插圖
網路
- 「自由」（《GANGAN ONLINE》，2009年9月24日）
- 「自由」（《GANGAN ONLINE》，2010年12月9日）

選集
- （2011年3月5日）
- 魔法少女小圓 漫畫選集第1冊（2011年9月12日）
- K-ON！輕音部 連環漫畫選集（2011年11月26日）
- 官方漫畫選集 科學超電磁砲 featuring 魔法禁書目錄（2013年7月27日）

- 孤獨搖滾！漫畫選集第1冊（2022年10月27日）
- 辣妹×百合選集（2023年6月9日）
- 紫雲寺家的兄弟姊妹第2冊 附官方選集特裝版（2023年7月14日）

遊戲
- 晴空物語（Vector）人物設定

動畫
- Anne Happy♪（2016年） 第6話片尾插圖
- 請問您今天要來點兔子嗎？ BLOOM（2020年） 第7話片尾插圖
- 鍵等（2021年） 第6話片尾插圖

### 遊戲
- 閃耀幻想曲（人物設定、監修）

### 畫冊
- 千葉鞍畫集 After School（2020年1月，芳文社 ISBN 978-4-8322-7151-7）

## 相關項目
- 日本插畫家列表（日语：日本のイラストレーター一覧）

## 外部連結
- SEN茶，存于 （日語）—千葉鞍的官方個人網站。
- SEN茶blog （日語）—千葉鞍的官方個人部落格（2011年7月11日 15:48—）。
- 千葉鞍的X（前Twitter） （日語）（2010年2月23日 00:20:42—）※ UTC表示。
- 千葉鞍的pixiv （日語）（2011年3月30日 17:39—2015年6月27日 14:04）
- 千葉鞍 （页面存档备份，存于） （日語）—媒體藝術資料庫（日语：メディア芸術データベース）